# 纽马克特 (安大略省)
是加拿大安大略省约克区一镇，並是约克区的行政中心。它坐落在多伦多市以北25公里，構成南安大略金马蹄地区中大多伦多地区的一部分。據2021年加拿大人口普查所示，紐馬克特有87942名居民，較2011年的79978人上升了9.96%。

## 歷史
首任上加拿大副總督閃高（John Graves Simcoe）於1793年頒令興建連接約克鎮（今多倫多市）和荷蘭登陸地（Holland Landing）的道路（即今央街），工程於1794年至1796年間陸續完成，為紐馬克特日後的發展奠定先基。為了逃避美國獨立戰爭後的混局，當地一批貴格會教徒考慮遷居至上加拿大，當中來自佛蒙特州的羅渣士（Timothy Rogers）於1800年6月到此地考察，再於1801年率領數戶佛蒙特州和賓夕法尼亞州貴格會家庭遷至此處。希爾（Joseph Hill）於同年末在荷蘭河（Holland River）上修築堤壩以備設立磨坊，遂形成妖精湖（Fairy Lake）。新聚落沿湖岸一帶成型，並取名為「上央街」（Upper Yonge Street）。
隨著聚落陸續發展，鎮中心亦開始逢星期六舉行市集，當地民眾因此不必遠赴約克鎮進行交易。為了與約克鎮的舊市集區別，此地被稱為「新市集」（New Market）。安大略、閃高與曉倫聯合鐵路（Ontario, Simcoe and Huron Union Railroad）於1853年開通至紐馬克特，刺激當地發展。紐馬克特於1857年建制為村，當時人口約為700。隨着當地人口於1880年達至2000人，紐馬克特亦於同年改設為鎮。
二戰後多倫多市郊範圍陸續對外延伸，亦波及紐馬克特。鎮内人口從1950年的5000人倍增至1970年的11000人。另一方面，約克縣位於士刁士大道以南的地域於1954年脫離該縣並另設為大多倫多市，約克縣縣治遂從多倫多遷至紐馬克特。約克縣則於1971年改設為約克區，紐馬克特保留為該區行政中心的同時亦從隔鄰的金鄉、懷特徹奇鄉和東桂林布里吞併土地，達至目前的鎮界。

## 交通
404號高速公路構成紐馬克特的東界，南通多倫多，北達敬誠。約克區政府轄下的數條區道亦貫穿紐馬克特，當中包括巴佛士街、央街（前屬省道資格）、灣景路、姆洛徑和戴維斯徑。
紐馬克特鎮內的公共交通服務過去由鎮營的紐馬克特交通局營運，該機構亦從1999年起接管奧羅拉的巴士服務。約克區交通局則於2001年成立並接管當地公共交通，再於2005年開辦Viva快速公交系統，旗下六條路線中有兩條服務紐馬克特。鐵路服務方面，GO運輸公司旗下連接巴里和多倫多市中心聯合車站的通勤鐵路線於鎮內設有紐馬克特站。

## 人口
據2016年加拿大人口普查所示，紐馬克特人口為84,224。約克區規劃部預測鎮内人口到2026年將達98,000人。紐馬克特的人口密度為每平方公里2,190.5人，為安大略省人口密度第四高的普查分區，以及全國人口密度第30高的普查分區。
2005年鎮内平均每戶入息為$96,680.00，高於全省平均的$77,967.00。
2011年鎮内居民母語分佈如下：77.4%英語、1.8%意大利語、1.4%法語、1.3%俄語、1.3%西班牙語。

## 教育
約克郡教育局負責營運鎮內的英語世俗公立中小學（17間小學、4間中學），而約克天主教教育局則負責營運鎮內的英語天主教公立中小學（6間小學、1間中學）。專上院校辛力加學院（Seneca College）則於鎮内營運一所小型社區校園。

## 外部連結
- 紐馬克特鎮官方網頁 （页面存档备份，存于）